# Trigueros del Valle
Trigueros del Valle è un comune spagnolo di 317 abitanti situato nella comunità autonoma di Castiglia e León.